# کمبریج (نیویورک)
کمبریج (به انگلیسی: Cambridge) یک منطقهٔ مسکونی در ایالات متحده آمریکا است که در شهرستان واشینگتن، نیویورک واقع شده‌است. کمبریج ۹۴٫۵۶ کیلومتر مربع مساحت و ۲٬۰۲۱ نفر جمعیت دارد.